# مريم علوي سلسولي
مريم علوي سلسولي عداءة مغربية ولدت بمدينة مراكش يوم 08 يوليو 1984 تخصصت في المسافات المتوسطة (1500 متر) و المسافات الطويلة (5000 متر)

## سيرة ذاتية
تعرضت سلسولي لعقوبة الإيقاف من طرف الاتحاد الدولي لألعاب القوى ما بين 22 غشت 2009 و21 غشت 2011 بعد اختبار لعينة المنشطات الأولى التي جاءت إيجابية.
بعد عامين من التوقيف عادت سلسولي بقوة و فازت بالميدالية الفضية في بطولة العالم لألعاب القوى داخل الصالات 2012 المقامة بإسطنبول وعلى هامش مشاركتها في ملتقى أفيرا بباريس بداية شهر يوليو 2012 خضعت في سادس يوليو إلى ثلاثة اختبارات لكشف المنشطات أشرفت عليها الوكالة الفرنسية لمحاربة المنشطات، وأن واحدا منها على الأقل جاءت نتيجته إيجابية، الشيء الذي يعرضها إلى التوقيف للمرة الثانية وحرمانها من المشاركة في الألعاب الأولمبية الصيفية 2012.
عقدت اللجنة التأديبية التابعة للجامعة الملكية المغربية لألعاب القوى جلسة استماع استجابة لطلب العداءة مريم علوي سلسولي بعد توصلها بمراسلة تفيد " توقيفها توقيفا "مؤقتا تحفظيا" من طرف الإتحاد الدولي لألعاب القوى" وتم خلال الجلسة " عرض وقائع الملف الطبي حيث أكدت العداءة أنه سبق لها أن تعرضت لوعكة صحية أفقدتها وعيها يوم رابع يوليوز وأن طبيبها المعالج أعطاها حقنة تبين لها بعد توصلها بمراسلة الجامعة وبعد استشارة طبيبها الخاص أن المادة التي حقنت بها دون علمها محظورة وسلمت للجنة ما يثبت أقوالها متمسكة ببراءتها.

## إنجازتها
| السنة | البطولة                                | المكان   | المرتبة | المنافسة |
| ----- | -------------------------------------- | -------- | ------- | -------- |
| 2001  | بطولة العالم للشباب لألعاب القوى       | ديبريسين | 5       | 3000 متر |
| 2002  | بطولة العالم للناشئين لألعاب القوى     | كينغستون | 5       | 1500 متر |
| 2002  | بطولة العالم للناشئين لألعاب القوى     | كينغستون | 2       | 3000 متر |
| 2005  | ألعاب الجامعات                         | إزمير    | 10      | 1500 متر |
| 2005  | ألعاب الجامعات                         | إزمير    | 5       | 5000 متر |
| 2006  | بطولة العالم لألعاب القوى داخل الصالات | موسكو    | 6       | 3000 متر |
| 2006  | بطولة أفريقيا لألعاب القوى             | بامبوس   | 5       | 5000 متر |
| 2007  | بطولة العالم لألعاب القوى              | أوساكا   | 5       | 1500 متر |
| 2008  | بطولة العالم لألعاب القوى داخل الصالات | بلنسية   | 3       | 3000 متر |
| 2012  | بطولة العالم لألعاب القوى داخل الصالات | إسطنبول  | 2       | 1500 متر |

## وصلات خارجية
- ملف مريم علوي سلسولي على موقع الاتحاد الدولي لألعاب القوى

## روابط خارجية
- مريم علوي سلسولي على موقع الاتحاد الدولي لألعاب القوى (الإنجليزية)
- مريم علوي سلسولي على موقع الدوري الماسي (الإنجليزية)
- مريم علوي سلسولي على موقع أوليمبيديا (الإنجليزية)